# Lycinus domeyko
Lycinus domeyko là một loài nhện trong họ Nemesiidae.
Lycinus domeyko được miêu tả năm 1995 bởi Goloboff.